# 馬公支線
馬公支線，是台灣日治時期建設測天島時，為方便物資的運送，修建築港用的鐵道路線，採用610mm軌距的輕便鐵道，配置十輛機關車。為澎湖群島中曾有的鐵道運輸系統。